# Col de la Croix de Peccata
Le col de la Croix de Peccata est un col routier situé dans le Massif central en France. À une altitude de 1 559 mètres, il se trouve en région Auvergne-Rhône-Alpes, dans le département de la Haute-Loire, au sud-ouest de Fay-sur-Lignon.

## Accès
Le col se trouve sur la route départementale 274. On y accède par le sud depuis Les Estables ou le col de la Croix de Boutières (1 502 m) et par le nord par Chaudeyrolles depuis la vallée du Lignon.

## Géographie
Plus haut col routier de Haute-Loire et le second du Massif central, il se trouve dans le massif du Mézenc entre à l'ouest le mont d'Alambre (1 691 m) et le versant ouest du mont Mézenc (1 744 m). La croix à l'est du col constitue le tripoint réunissant les communes des Estables, de Saint-Front et de Chaudeyrolles.

## Activités

### Ski nordique
Le domaine nordique du Mézenc s'étend entre Les Estables et le col.

### Randonnée
Le sentier de grande randonnée 7 suivant la ligne de partage des eaux entre Atlantique et Méditerranée, ici doublé du sentier de grande randonnée 420, y passe.